# Tewdr I
Tewdr I (in latino: Theodorus,  in inglese: Theodore; 712 circa) è stato un sovrano gallese.

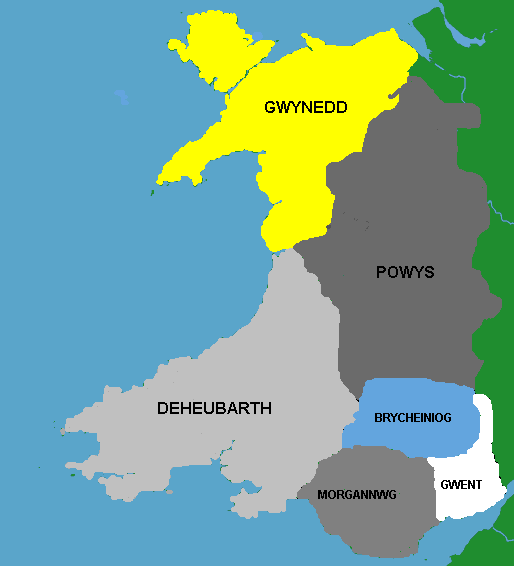
Regni medioevali del Galles

Era figlio di re Rhain ap Cadwgan del Dyfed e del Brycheiniog. Alla morte del padre, attorno alla metà dell'VIII secolo, salì sul trono del Brycheioniog, mentre il Dyfed andrò al fratello Tewdos. Tewdr trovò però un ostacolo in Elwystl ap Awst, forse suo cugino, che reclamava per sé il trono. Dopo un iniziale accordo (i due co-regnarono), Tewdr assassinò Elwystl. Suo successore sarà il figlio Elisedd.